# Eleição para governador da Luisiana em 2011
A eleição para governador do estado americano da Luisiana em 2011 foi realizada em 22 de outubro com 10 candidatos concorrentes. O governador Bobby Jindal, foi eleito para um segundo mandato como governador de Luisiana.

## Antecedentes
As eleições na Luisiana, com exceção de eleições presidenciais (e do Congresso ocorridas a partir de 2008), tem segundo turno caso o candidato com o maior número de votos não atinja 50% dos votos válidos, sendo o único estado dos Estados Unidos em que um segundo turno pode ser realizado. Os candidatos de partidos são listadas em uma votação; eleitores não precisam se limitar aos candidatos de um partido. A menos que um candidato tenha mais de 50% dos votos no primeiro turno, uma eleição de segundo turno é, em seguida, realizada entre os dois candidatos mais votados, que pode de fato ser membros do mesmo partido. Este cenário ocorreu na eleição para o 7º Distrito do Congresso em 1996, quando os democratas Chris John e Hunter Lundy foram para um segundo turno, e em 1999, quando os republicanos Suzanne Haik Terrell e Woody Jenkins foram para o segundo turno da eleição.

## Candidatos
Em 10 de dezembro de 2008, Jindal disse que ele não iria concorrer à presidência em 2012, dizendo que ele iria se concentrar em sua reeleição e que isso faria a transição para uma campanha nacional difícil.
O ministro Dan Northcutt (I) foi o único candidato declarado que iria desafiar Jindal, mas então saiu fora da disputa. Em 22 de outubro, Caroline Fayard, foi considerada uma forte concorrente de Jindal em sua campanha de reeleição. Fayard, na época concorreu a vice-governador em uma eleição especial contra o secretário de Estado republicano Jay Dardenne, que acabou sendo derrotada por Dardene, e decidiu não concorrer ao governo.

### Republicanos
- Bobby Jindal, atual governador da Luisiana (desde 2008), e ex- representante dos EUA (2005-2008)[4]

### Democratas
- Cary Deaton, advogado[4]
- Tara Hollis, professora[4]
- Androniki "Niki Bird" Papazoglakis, executivo[4]
- Ivo "Trey" Roberts, professor[4]

## Resultados
| Eleição para governador da Luisiana em 2011 | Eleição para governador da Luisiana em 2011 | Eleição para governador da Luisiana em 2011 | Eleição para governador da Luisiana em 2011 | Eleição para governador da Luisiana em 2011 | Eleição para governador da Luisiana em 2011 | Eleição para governador da Luisiana em 2011 |
| Partido                                     | Partido                                     | Candidato                                   | Votos                                       | %                                           |                                             |                                             |
| ------------------------------------------- | ------------------------------------------- | ------------------------------------------- | ------------------------------------------- | ------------------------------------------- | ------------------------------------------- | ------------------------------------------- |
|                                             | Republicano                                 | Bobby Jindal                                | 673.239                                     | 65,80%                                      |                                             |                                             |
|                                             | Democrata                                   | Tara Hollis                                 | 182.925                                     | 17,88%                                      |                                             |                                             |
|                                             | Democrata                                   | Cary Deaton                                 | 50.071                                      | 4,89%                                       |                                             |                                             |
|                                             | Democrata                                   | Ivo "Trey" Roberts                          | 33.280                                      | 3,25%                                       |                                             |                                             |
|                                             |                                             | Votos totais                                | Votos totais                                | 1.023.163                                   | 1.023.163                                   |                                             |